# Die Elixiere des Teufels
Die Elixiere des Teufels (en alemany, L'elixir del diable) és un llargmetratge de coproducció alemanya-txecoslovaca de Ralf Kirsten del 1973. Es basa en motius de la novel·la d'E.T.A. Hoffmann Els elixirs del diable. El títol txecoslovac de la pel·lícula és Elixíry ďábla.

## Sinopsi
Franziscus es va convertir en monjo per ser "igual entre iguals". Quan dubta de la seva decisió i de l'església, va a veure el bisbe, però una intriga el llança a la desgràcia. La baronessa Euphemie l'acusa d'assassinar el seu marit i el seu fill. A la seva finca, Franziscus torna a trobar-se amb Aurelie, de qui s'enamora i de qui ha dubtat dels seus vots. La felicitat compartida és de curta durada.

## Repartiment
- Benjamin Besson: Franziskus
- Jaroslava Schallerová: Aurelie
- Andrzej Kopiczyński: Viktorin
- Milena Dvorská: Euphemie
- Maja Komorowska: Äbtissin
- Fred Düren: Belcampo
- Krzysztof Chamiec: Bisbe
- Norbert Christian: Cyrillus
- Radovan Lukavský: Baron von Waldstätten
- Jürgen Kluckert: Hermogen
- Edmund Fetting: Richter
- Peter Dommisch: Herzog
- Gerhard Bienert: Prior Leonard
- Angela Brunner: Hausherrin
- Zdenka Burdová: Zofe
- Petr Skarke: Köhler

## Producció
Die Elixiere des Teufels fou rodada el 1972 amb exteriors a Dresden, Görlitz, a les Muntanyes Gegants i a la Catedral de Magdeburg. Dieter Adam, Klaus Selignow i Jiří Rulík van dissenyar la pel·lícula, el vestuari va ser creat per Ingeborg Kistner i Nita Romanecova.
La pel·lícula es va estrenar el 9 de març de 1973 al Capitol de Leipzig. Es va estrenar als cinemes d'Alemanya de l'Est el 13 d'abril de 1973 i es va mostrar per primera vegada a la televisió el 18 de desembre de 1974 a DFF 2. L'estrena de la televisió alemanya va tenir lloc el 27 de juny de 1978 a NDR.
També el 1973, DEFA va fer una pel·lícula amb Aus dem Leben eines Taugenichts, una segona obra del romanticisme alemany. El 1976, dirigida per Manfred Purzer, es va fer una adaptació cinematogràfica d'Alemanya Occidental de Die Elixiere des Teufels amb Dieter Laser en el paper de Menardus.

## Crítica
La crítica contemporània va anomenar Die Elixiere des Teufels "estranyament inconsistent...", però tanmateix entretinguda i creativament meritòria.
Altres crítics van trobar en retrospectiva que el director Ralf Kirsten "no podia resoldre la contradicció entre la racionalització dramatúrgica i la fantasia irracional com a base del material".